# South African Airways

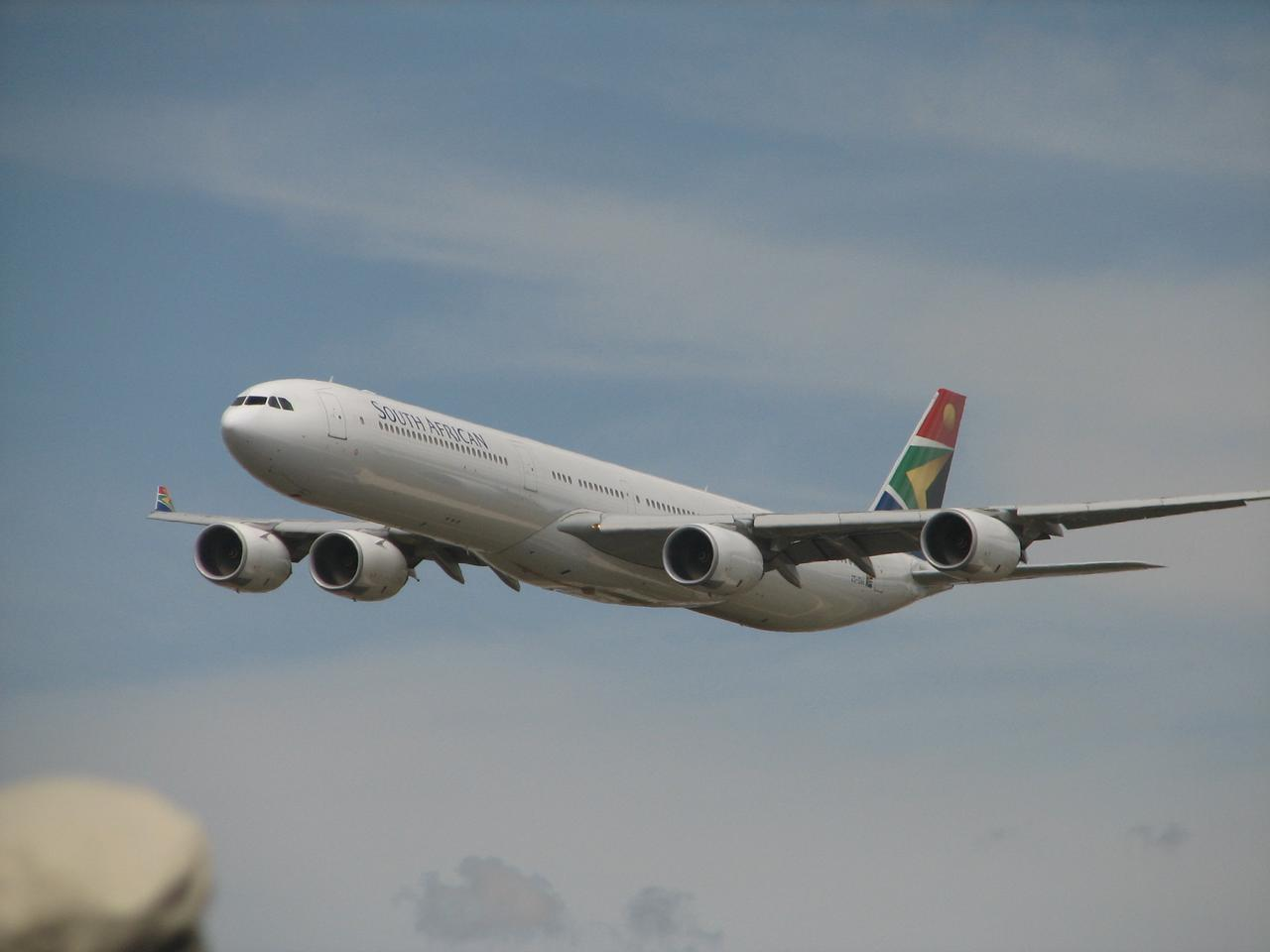
Airbus A340-600 w barwach South African Airways

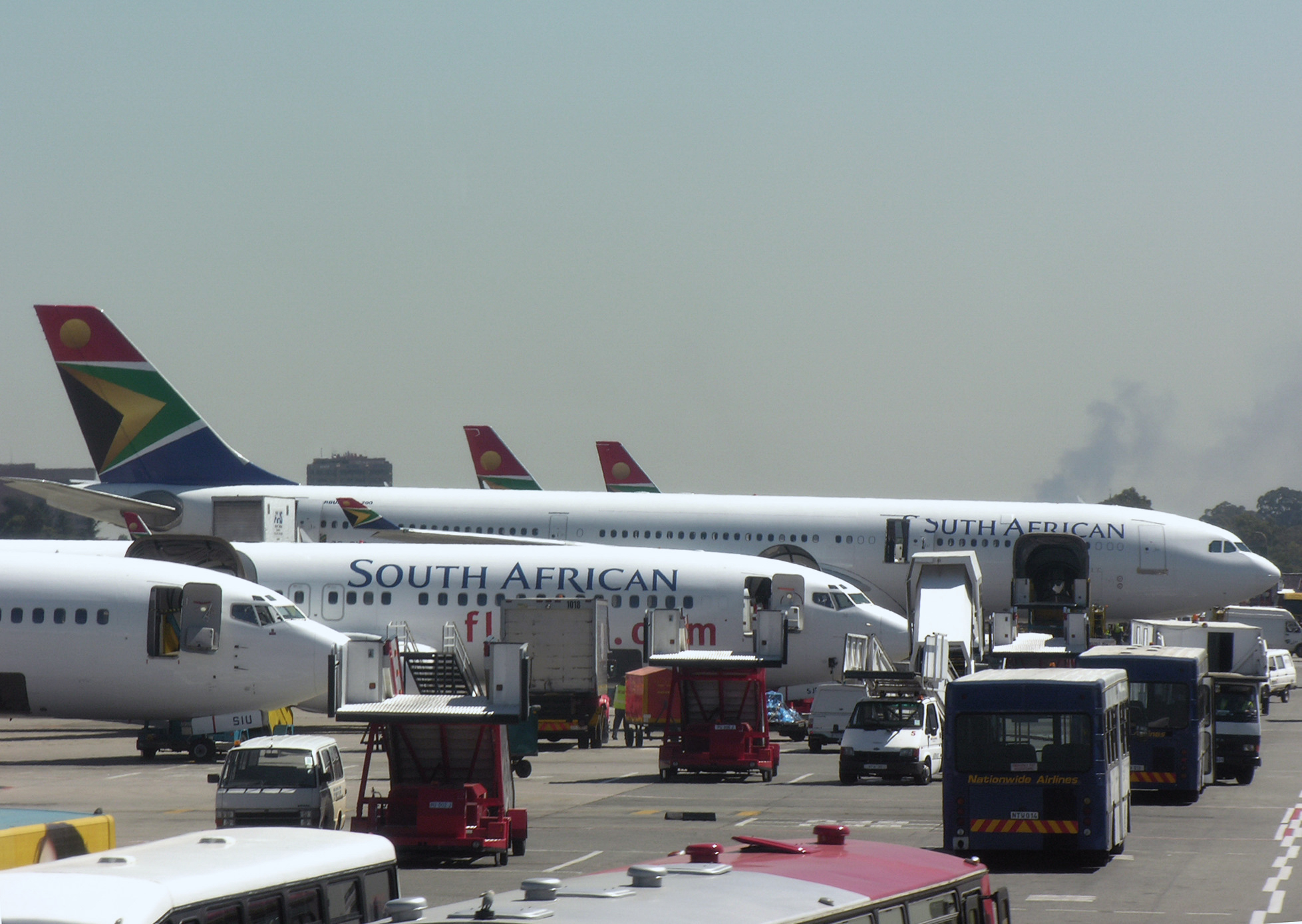
Samoloty w barwach South African Airways na lotnisku w Johannesburgu

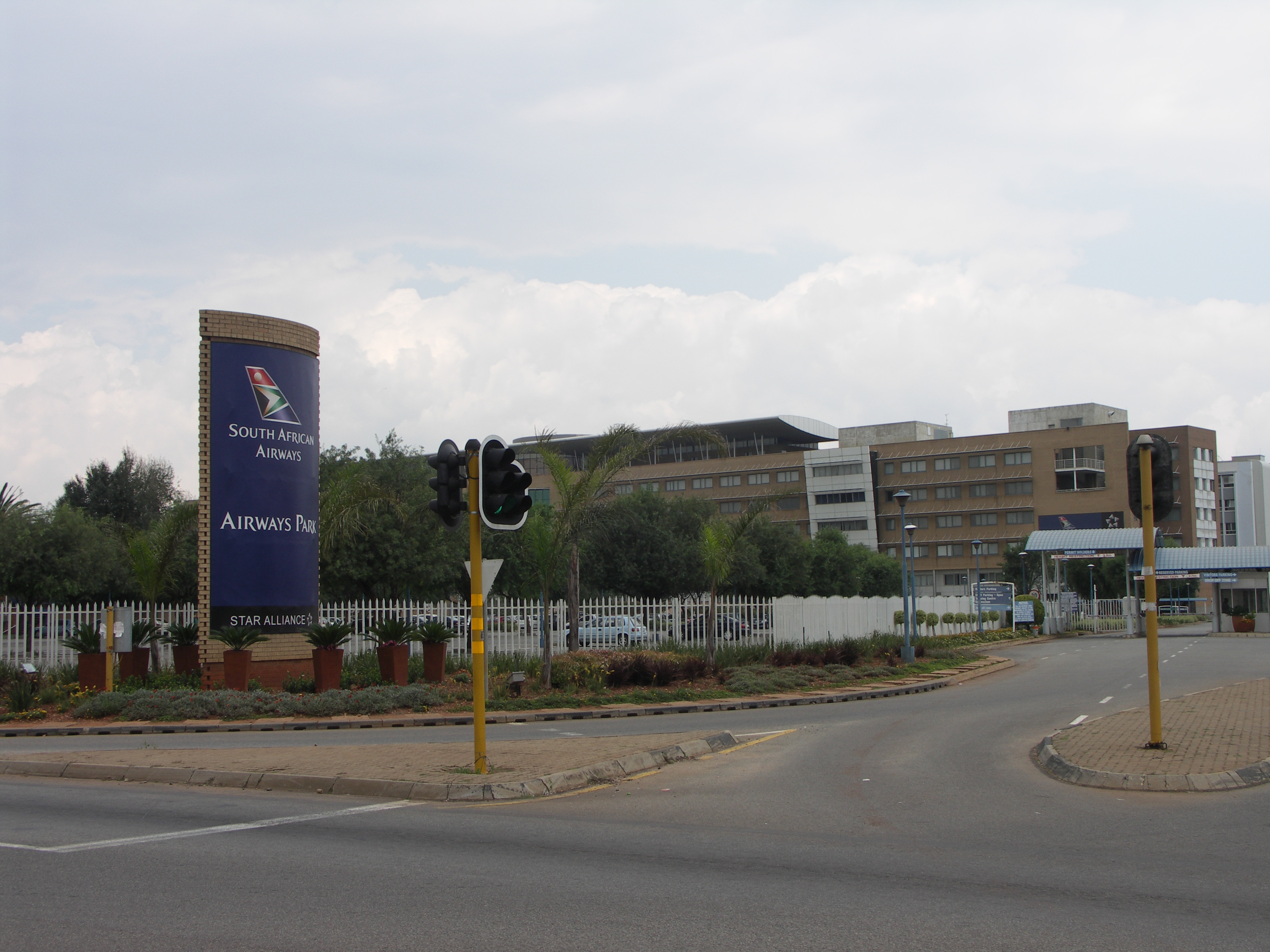
Główna siedziba linii lotniczych South African Airways

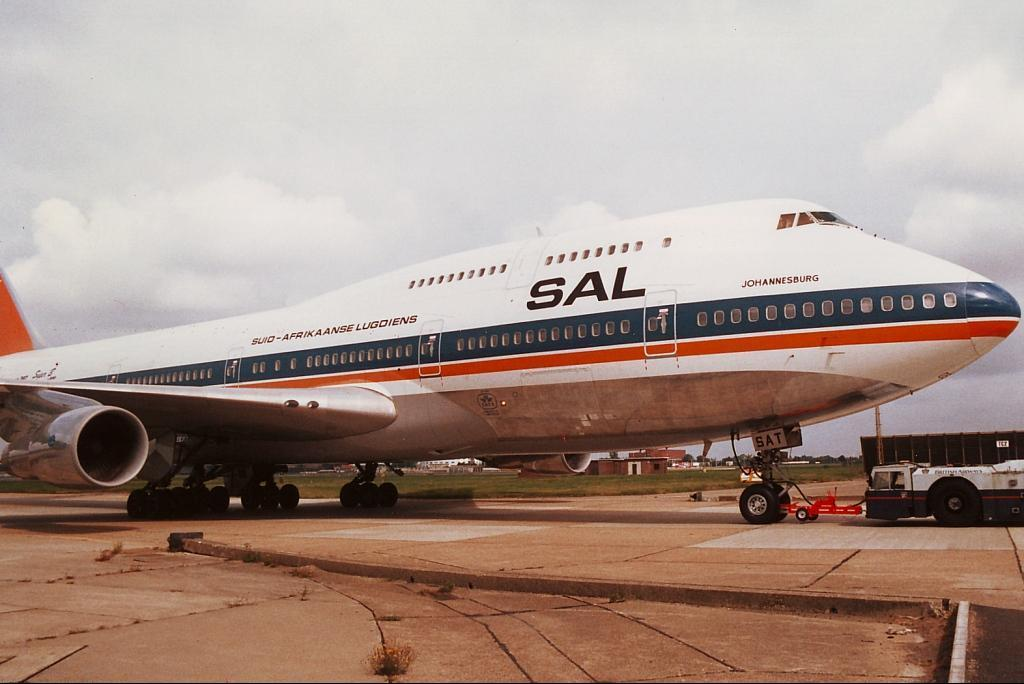
Boeing 747-300 w dawnym malowaniu linii

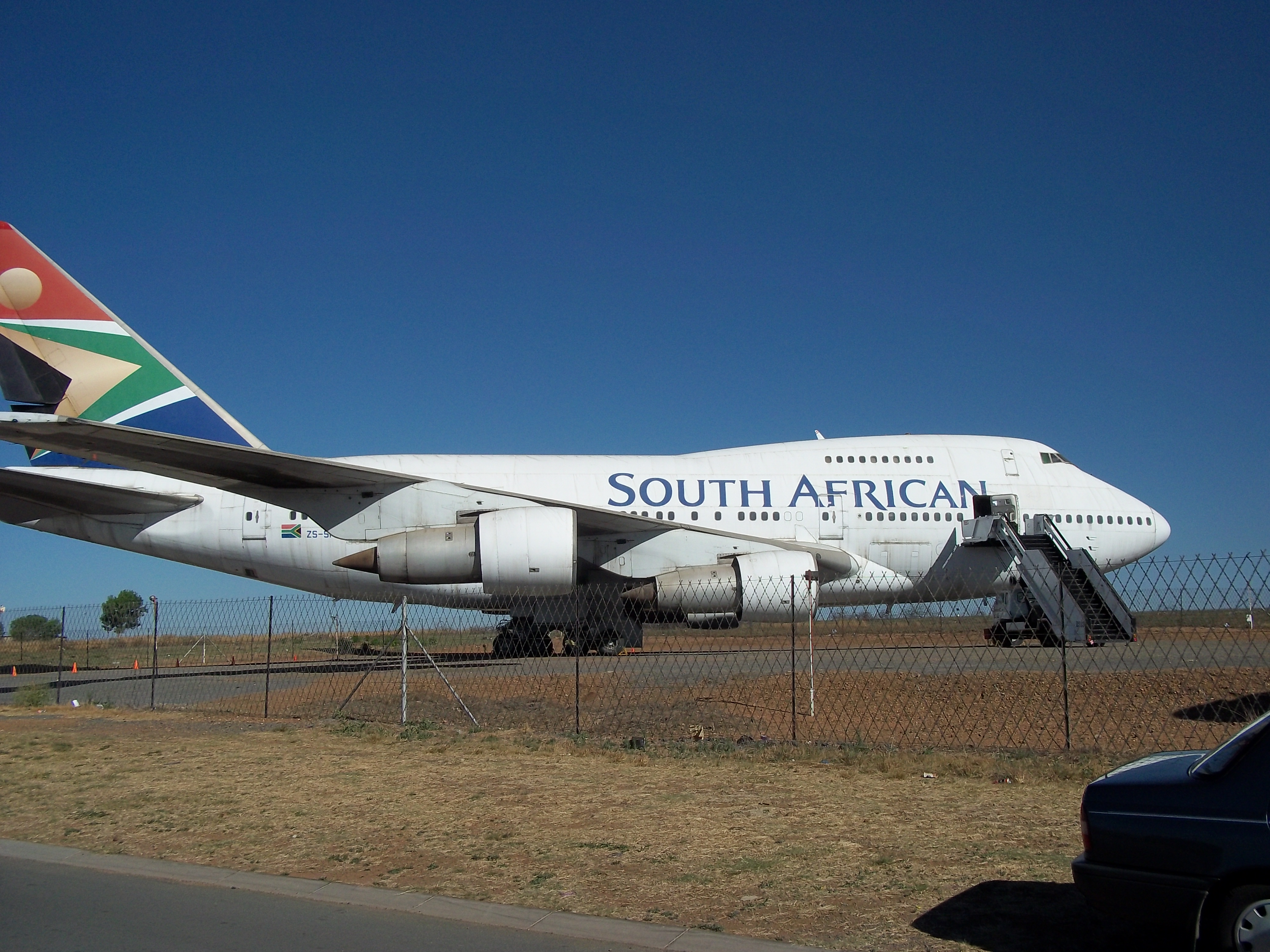
Boeing 747SP w muzeum South African Airways Museum Society

South African Airways – południowoafrykańskie narodowe linie lotnicze z siedzibą w Johannesburgu znane również jako Suid-Afrikaanse Lugdiens (SAL), jednak nazwa ta już się nie pojawia w logo linii lotniczej.
10 kwietnia 2006 SAA stały się pełnoprawnym członkiem sojuszu Star Alliance.
Głównym węzłem jest port lotniczy Johannesburg i port lotniczy Kapsztad.
Agencja ratingowa Skytrax przyznała liniom cztery gwiazdki.

## Historia

### Lata 1925–1945
Początki komunikacji w przestrzeni powietrznej na terenach południowej afryki zaczynają się w 1925 roku. Siły Powietrzne Południowej Afryki zobowiązały się do przewozów poczty. Trasa przebiegała z East Londyn do Port Elizabeth przez Mossel Bay kończąc się w Durbanie. Dokłada liczba worków pocztowych wyniosła 276, a na potrzeby ich przewiezienia wykonano 32 loty, samolotem de Havilland DH.9. Cztery lata później odbył się pierwszy przewóz osób – 26 sierpnia 1929 roku. Był to lot łączący Kapsztad z Port Elizabeth, Durban i Johannesburg. Obsługa tego połączenia dokonywana była przez ówczesną linię Union Airways początkowo przy pomocy samolotów DH.60 Gipsy Moth, które mogły zabrać tylko dwie osoby i zostały zastąpione przez trzy czternastoosobowe Junkers F13 i jeden Junkers W34. W 1932 roku firma South West African Air Services przewoziła pasażerów dwuosobowymi Junkersami A50 i F13 z Windhoek do Kimberley.
Tamtejszy rząd, który miał w posiadaniu South African Railways & Harbours utworzył linie lotnicze South African Airlines 1 lutego 1934 po przejęciu Union Airways. Jako siedzibę firmy wybrano miasto Durban. W październiku 1934 linie otrzymały 3 Junkersy Ju 52/3m. Samoloty te mogły pomieścić 15 osób na pokładzie. Pozwoliły one na obsługę połączenia z Johannesburga do Durbanu. W następnych latach linie otwierały nowe połączenia na południu Afryki, a flota powiększyła się do 11 Junkersów Ju 52 w 1938 roku. Przejęte zostały również South West African Air Services. Udało się ustanowić przelot z Londynu do Kapsztadu w styczniu 1932 roku, który trwał aż 11 dni (264 godziny) i był podzielony na 33 mniejsze loty. W momencie wprowadzenia do służby w 1937 roku samolotów Short S.23 Empire przelot został skrócony do 4,5 dnia (108 godzin). W 1936 roku rozpoczęto regularne loty na trasie Kapsztad-Johannesburg z międzylądowaniem w Beaufort West i Kimberley, a w październiku tego samego roku rozpoczęto operowanie pomiędzy Johannesburgiem a Port Elizabeth z międzylądowaniem w Bloembfontein. Do obsługi ostatniego połączenia stosowano samoloty Airspeed Envoy.
Dobrze spisujące się samoloty Junkers przyczyniły się do podjęcia decyzji o zakupie Ju 86Z, które posiadały zasięg powyżej 1000 kilometrów. Te samoloty w czerwcu 1937 roku otworzyły drugą zagraniczną trasę: Johannesburg – Pietersburg – Bulawayo – Livingstone – Lusaka, która została następnie wydłużona do Kisumu i Nairobi. Do 1939 roku dostarczono afrykańskim liniom lotniczym 18 sztuk samolotów Ju 86. Na przełomie roku 1937 i 1938 South African Airlines na wyposażeniu posiadały: 4 sztuki Airspeed Envoy, 2 sztuki Junkers F.13, jeden Junkers W.34, 9 sztuk Ju 52, 6 sztuk Ju 86 i jeden Junkers A50.
Codzienne loty obejmowały ówcześnie połączenia z Johannesburga do Durbanu i do Kapsztadu. W cztery dni w ciągu tygodnia połączenia obejmowały loty z Johannesburga do Kapsztadu bezpośrednio. Trzy razy w tygodniu z Johannesburga do Bulawayo, dwa loty do Lourenco Marques i Windhoek oraz wylot do Ugandy do Kisumu. Łącznie loty obejmowały 28 tras powietrznych, które obsługiwało 31 pilotów i 370 osób z personelu naziemnego. W 1938 przewieziono łącznie 34 000 pasażerów przelatując 2 993 380 kilometrów.
W 1939 zamówione zostały samoloty Ju 90Z-3, które mogły zabrać 40 pasażerów i uruchomić trasy sięgające Europy. Silniki które wybrano to Pratt & Whitney Twin Wasp o prędkości 380 km/h i zasięgu 1600 kilometrów. Zamówienia nie udało się dostarczyć do Afryki przed wybuchem wojny wobec czego zostały przekazane do Luftwaffe, a załogi które przybyły na szkolenie w ostatnich dniach opuściły III Rzeszę przed konfliktem. Ju 86Z zostały uzbrojone i używane jako samoloty patrolowo-bombowe. Jeden z samolotów utracono na rzecz Francji Vichy na pewien okres kiedy ponownie został przejęty przez Wolnych Francuzów. Wojna znacząco ograniczyła możliwości bezpiecznych lotów oraz zajęcia większości samolotów do celów militarnych. Jedynie samoloty Ju 52/3m zostały na trasach wewnątrz państwa do 1942 i zawieszenia działalności. W 1939 roku zamówiono 29 sztuk L-18 Lodestar, które również nie dotarły do Afryki, przed wojną. Do właściciela część zamówienia trafiła dopiero 1943 roku, a w listopadzie 1944 wojsko zwróciło kolejnych parę sztuk, co pozwoliło wznowić część połączeń.
Po zakończeniu wojny w Europie rozpoczęto realizować loty do Londynu. Trasa obejmowała miasta: Kisumu, Nairobi, Kair, Trypolis. Loty były realizowane przy pomocy samolotów Avro York, które udało się wypożyczyć z linii BOAC. Cena biletu wynosiła 167 funtów szterlingów, a pierwszy lot odbył się 10 listopada 1945 roku.

### 1945-1999
Pod koniec 1947 linia lotnicza posiadała 40 samolotów:
- 7 sztuk DC-4
- 5 sztuk DC-3
- 8 sztuk Vickers Viking
- 19 sztuk Lockheed Lodestar
- 2 sztuki de Havilland Dove

Poza nowymi trasami wewnątrzkrajowymi otworzono regularne połączenia z Kairem i Lyddy. Otrzymanie w samolotów Lockheed 749A Concstellation pozwoliło natomiast skrócić lot do Londynu z Johannesburga do 28 godzin. Następnym krokiem był debiut 2 maja 1953 samolotu de Havilland Comet i wykorzystanie silników odrzutowych znacznie skracając czas lotu. Pierwszy lot w liniach południoarykańskich odbył się 4 października 1953, a już w 1954 wstrzymano loty ze względu na dużą liczbę wypadków. Zamówiono wówczas trzy Douglasy DC-7B o zasięgu przekraczającym 8000 km przy prędkości 570 km/h, które pokonywały trasę do Londynu w 21 godzin tylko z jednym międzylądowaniem w Chartumie. Rekord ustanowiony na tej trasie wyniósł 17 godzin i 45 minut.
W lutym 1958 zamówione zostały trzy Boeingi 707-344, z których pierwszy przyleciał 15 lipca 1960. Analitycy krytykowali ten zakup za zbyt optymistyczny, gdyż samoloty nadto przekraczały wymagania i potencjał rynkowy. Pokazano jednak w ten sposób, że możliwe jest posiadanie najnowocześniejszego samolotu oraz powstała możliwość stworzenia połączeń z lotami na długie dystanse. Powodem który mógł mieć również wpływ na podjęcie decyzji mogła mieć również obawa o sankcje jakie mogły zostać nałożone na Związek Południowej Afryki. Wyniki przewozów linii lotniczych pokazały, że wybór nowych samolotów był bardzo udany. Zwiększył się popyt na przeloty o 40%, a linia lotnicza pomimo wcześniejszych kosztów przynosiła zyski. W 1960 przewieziono 366 000 pasażerów, a w roku 1963 aż 514 000.
W 1961 Związek Południowej Afryki przekształcił się w Republikę Południowej Afryki. Flota państwowego przewoźnika składała się z:
- 3 sztuk Boeinga 707
- 4 sztuki DC-7B
- 7 sztuk Lockheed L749A Constellation
- 5 sztuk DC-4
- 6 sztuk DC-3

Przez wewnętrzną segregację pasażerów na czarnoskórą i białą połączenia nabrały charakteru rasowego przez co niektóre loty były niedostępne dla czarnoskórych. W odzewie na to część państw afrykańskich zamknęło przestrzeń powietrzną dla samolotów państwowych linii lotniczych. Od 1963 zostały zamknięte najkrótsze trasy do Europy. Wykorzystując zasięgi Boeinga 707 skierowano samoloty nad Afrykę Południowo-Zachodnią i Rodezję przez Wysypy Zielonego Przylądka do Lizbony i Londynu. Początkowo wymagania logistyczne były bardzo wysokie, gdyż przelotowa baza w Luandzie nie była dostatecznie dostosowana do przyjmowania tak dużych samolotów. Brakowało zasilania energetycznego, odpowiednich schodów dla pasażerów, wody pitnej, oświetlenia dróg startowych. Pomimo dłuższej trasy liczba pasażerów stale rosła i w 1968 udało się przekroczyć pułap 1 000 000 pasażerów, a do sieci połączeń doszły Ateny, Paryż, Gaborone, Luanda i Sydney, a w 1969 uruchomiono połączenie z Nowym Jorkiem przez Rio De Janeiro.
W drugiej połowie lat 60. rozpoczęto dalszą wymianę starych samolotów. Na początku zamówiono nowe Boeingi 727 i sprzedano wszystkie samoloty Constellation. W 1965  sprzedano Skymastery, a w 1967 wycofano samoloty DC-7C. Boeingi 727 rozpoczęły służbę 1 sierpnia 1965 zastępując na służbie samoloty Viscount. 13 marca 1968 zamówiono po raz pierwszy czterosilnikowy samolot Boeing 747-244B, z silnikami JT9D-7A. Pierwszy z nich o imieniu własnym „Lebombo” został dostarczony 22 października 1971. Łączna liczba maszyn jaką otrzymano wynosiła 30 w różnych wariantach, które wyparły z eksploatacji Boeingi 707, które skierowano do przewozu towarów. Przelot pierwszego samolotu z Paine Field do Kapsztadu był rekordowy pod względem długości lotu, która wyniosła 17 godzin i 22 minuty, z zapasem paliwa na kolejne 2 godziny i 30 minut.
W latach 70. siatka połączeń rozrosła się o kurs na Hongkong. Ze względu na stale rosnące koszty i przerost zatrudniania przełom lat 70. i 80. były dla linii lotniczej stratne finansowo. Zredukowano liczbę personelu do 11 000 pracowników, a także sprzedano część Boeingów 737. Do dostępnych połączeń otworzono kurs na Komory i zmniejszono liczbę lotów na terytorium Afryki. Przez naciski państw z powodu podziału rasowego wewnątrz RPA wstrzymano loty do USA, Australii i Brazylii. Doszło również 28 listopada 1978 do największej katastrofy lotniczej w historii kraju, gdzie podczas przelotu z Tajwanu do Johannesburga nad Oceanem Indyjskim spadł samolot 747-244B „Helderberg”. Z powodu malejącej siatki połączeń pod wynajmowano samoloty wraz z załogami innym operatorom. Sytuacja finansowa linii opóźniła odbiór Airbusów A320, które planowo miały być dostarczone w 1988. W 1994 doszło do przeobrażeń w kraju i pierwszych wolnych wyborów. Wraz z nimi stopniowo sankcje nałożone przez państwa przestawały obowiązywać. Pozwoliło to wznowić loty do USA, a po zakupie Boeingów 747-444 ponownie uzyskano zgodę na przeloty nad centralną Afryką. Skróciło to nie tylko czas podróży, jak i koszty paliwowe. W 1991 zainwestowano w nowe samoloty za łączną kwotę 870 mld dolarów.
W 1996 flota liczyła 48 samolotów, które wykonywały połączenia do 34 miast. Zatrudniony personel oscylował w okolicach 11 000 osób. Zmienione zostało pomarańczowo-niebieskie malowanie na nawiązujące do nowej narodowej flagi RPA. Linie posiadały niską punktualność, kiepską reputację, relatywnie wysokie ceny biletów i słabe wyniki finansowe. W 1998 aby poprawić status linii zmieniono prezesa na amerykańskiego menadżera. Wznowiono w tym samym roku loty do Brazylii, a zlikwidowano do Danii. W 1999 sprzedano 20%, a później kolejne 10% akcji firmy, które zakupiła grupa Swissair.

### Po 2000
W 2000 odkupiono sprzedane wcześniej akcje firmy i zamówiono 21 samolotów Boeing 737-800, a w 2002 samoloty od Airbusa. Przez utrzymywanie niejednolitej floty generowane były ogromne koszty obsługi technicznej i logistyczne. W 2002 zakupiono po raz pierwszy udziały w obcej linii przejmując 49% udziału w Air Tanzania. W celu optymalizacji siatki połączeń starano się w 2004 o członkostwo w sojuszu Star Alliance. Uzyskane ono zostało w 2006. Przez wzgląd na konkurencję na wewnętrznym rynku krajowym stworzono własną siostrzaną spółkę nisko kosztową – Mango Airlines, która rozpoczęła latanie w listopadzie 2006. W 2007 linia była oskarżona o tworzenie zmów cenowych na danych trasach oraz o segregację rasową wśród pilotów przez nieprzyjmowanie do pracy osób białych.
Od 2011 przewoźnik przynosił duże straty dla budżetu państwa pozostając na skraju bankructwa. W latach 2013-2018 rząd południowoafrykański wsparł SAA kwotą blisko 2 mld dolarów. W maju 2020 rząd zadeklarował przekazanie kolejnej transzy finansowej pomocy, jednak ostatecznie pieniądze nie trafiły do przewoźnika. W tym samym roku w związku ze złą sytuacją finansową zarząd spółki zadecydował o zawieszeniu wszystkich operacji do momentu otrzymania wsparcia finansowego.
W 2021 rząd ogłosił prywatyzację spółki i sprzedaż 51% udziałów Takatso Consortium. We wrześniu, po 18 miesiącach przerwy przewoźnik wznowił prowadzenia swojej działalności operacyjnej, uruchamiając połączenia na kilku kierunkach w południowej części Afryki.

## Rejsowe kierunki lotów
Według stanu na luty 2025 linie South African Airways obsługiwały loty do 17 portów lotniczych w 12 krajach na 3 kontynentach:
| Państwo                       | Miasto         | Port lotniczy                     | Uwagi |
| ----------------------------- | -------------- | --------------------------------- | ----- |
| Australia                     | Perth          | Port lotniczy Perth               |       |
| Brazylia                      | São Paulo      | Port lotniczy São Paulo-Guarulhos |       |
| Demokratyczna Republika Konga | Kinszasa       | Port lotniczy Kinszasa            |       |
| Ghana                         | Akra           | Port lotniczy Akra                |       |
| Mauritius                     | Port Louis     | Port lotniczy Mauritius           |       |
| Namibia                       | Windhuk        | Port lotniczy Windhuk             |       |
| Nigeria                       | Lagos          | Port lotniczy Lagos               |       |
| Południowa Afryka             | Durban         | Port lotniczy Durban              |       |
| Południowa Afryka             | Johannesburg   | Port lotniczy Johannesburg        | Hub   |
| Południowa Afryka             | Kapsztad       | Port lotniczy Kapsztad            |       |
| Południowa Afryka             | Port Elizabeth | Port lotniczy Port Elizabeth      |       |
| Tanzania                      | Dar es Salaam  | Port lotniczy Dar es Salaam       |       |
| Wybrzeże Kości Słoniowej      | Abidżan        | Port lotniczy Abidżan             |       |
| Zambia                        | Livingstone    | Port lotniczy Lusaka              |       |
| Zambia                        | Lusaka         | Port lotniczy Livingstone         |       |
| Zimbabwe                      | Harare         | Port lotniczy Harare              |       |
| Zimbabwe                      | Victoria Falls | Port lotniczy Victoria Falls      |       |

## Linie partnerskie
Połączenia na zasadzie codeshare linie South African Airways oferują z następującymi liniami partnerskimi:
| - Air Mauritius - Airlink - El Al - Emirates - LAM Mozambique Airlines - Malaysia Airlines | - Mango Airlines - Qantas (Oneworld) - Saudia - South African Express - TAP Portugal (Star Alliance) - Virgin Atlantic Airways |

## Flota
Według stanu na maj 2025 flota South African Airways składała się z 16 samolotów o średnim wieku 12,2 lat:
| Samolot         | Samolot | Samolot   | Liczba miejsc | Liczba miejsc | Liczba miejsc | Uwagi |
| Model           | Aktywne | Zamówione | B             | E             | Łącznie       | Uwagi |
| --------------- | ------- | --------- | ------------- | ------------- | ------------- | ----- |
| Airbus A320-200 | 12      | 2         | 24            | 114           | 138           |       |
| Airbus A320-200 | 12      | 2         | -             | 186           | 186           |       |
| Airbus A330-300 | 2       | 2         | 46            | 203           | 249           |       |
| Airbus A340-300 | 2       | -         | 38            | 215           | 253           |       |
| Łącznie         | 16      | 4         |               |               |               |       |

Samoloty użytkowane w poprzednich latach:
| Model       | Ilość | Wprowadzono | Wycofano |
| ----------- | ----- | ----------- | -------- |
| Airbus A300 | 9     | 1976        | 2001     |
| Airbus A319 | 11    | 2004        | 2023     |
| Airbus A320 | 13    | 1991        | 2020     |
| Airbus A330 | 11    | 2002        | 2020     |
| Airbus A340 | 21    | 2003        | 2014     |
| Airbus A350 | 4     | 2019        | 2020     |
| Boeing 737  | 61    | 1968        | 2024     |
| Boeing 747  | 28    | 1971        | 2011     |
| Boeing 767  | 3     | 1993        | 2004     |
| Łącznie     | 161   |             |          |

## Wypadki lotnicze
- 16 czerwca 1937 – Junkers Ju 52 (ZS-AKY) rozbił się podczas startu w Port Elizabeth. Przyczyną była awaria dwóch silników oraz pożar. Wszyscy pasażerowie uciekli z samolotu, nikt nie zginął.
- 16 października 1937 – Junkers W34 (ZS-AEC) rozbił się podczas lotu z pocztą.
- 28 marca 1941 – Lockheed 18 (ZS-AST). Podczas katastrofy zginęły wszystkie osoby, które znajdowały się na podkładzie w wyniku pożaru.
- 5 stycznia 1948 – Lockheed 18 (ZS-ASW). Samolot podczas dobiegu przekroczył drogę startową w wyniku czego uszkodzeniu uległ samolot. Nikt z pasażerów nie doznał poważniejszych obrażeń.
- 8 kwietnia 1954 – De Havilland Comet, lot SA201 z Rzymu przez Kair do Johannesburga. Samolot rozbił się u wybrzeży Włoch, zabijając 21 osób – wszystkich, który znajdowali się na pokładzie. Samolot ten był wydzierżawiony od linii BOAC.
- 6 marca 1962 – lot SA512 obsługiwany przez samolot Douglas DC-3 (ZS-DJC), uderzył w zbocze góry w pobliżu miejscowości Seymour. Piloci lecieli według procedury VFR, a widoczność ograniczały gęste chmury. Piloci zginęli, jednak pozostała załoga oraz pasażerowie przeżyli.
- 13 marca 1967 – Lot SA406 obsługiwany przez Vickers Viscount, który chwilę przed lądowaniem w East London. Przyczyną była słaba widoczność. Wszyscy, którzy znajdowali się na pokładzie zginęli.
- 20 kwietnia 1968 – Lot SA228 obsługiwany przez nowego Boeinga 707-300C, który rozbił się podczas podchodzenia do lądowania w Windhuk. Przyczyną były źle wysuwane przez pilotów klapy. W wyniku tego samolot utracił siłę nośną. Zginęło wówczas 119 osób, wszyscy, którzy znajdowali się na pokładzie.
- 28 listopada 1987 – Katastrofa lotu South African Airways 295, która wydarzyła się na oceanie Indyjskim, w pobliżu Mauritiusa. Boeing 747-244B, który obsługiwał lot z Tajpej do Johannesburga. Podczas lotu w części towarowej wybuchł pożar. Załoga nie poradziła sobie z problemem i samolot roztrzaskał się o taflę wody oceanu Indyjskiego. Zginęło 159 osób, wszystkie, które znajdowały się na pokładzie.